# Буди-Лісковські
Буди-Лісковські (пол. Budy Liskowskie) — село в Польщі, у гміні Ліскув Каліського повіту Великопольського воєводства.
Населення — 168 осіб (2011).
У 1975-1998 роках село належало до Каліського воєводства.

## Демографія
Демографічна структура станом на 31 березня 2011 року:
|          | Загалом | Допрацездатний вік | Працездатний вік | Постпрацездатний вік |
| -------- | ------- | ------------------ | ---------------- | -------------------- |
| Чоловіки | 80      | 17                 | 49               | 14                   |
| Жінки    | 88      | 21                 | 48               | 19                   |
| Разом    | 168     | 38                 | 97               | 33                   |